# Хадзиконстанти, Лефтерис
Лефтерис Хаджиконстанти (греч. Λευτερης Χατζηκωνσταντη; род. 24 мая 2001, Кипр) — кипрский футболист, защитник клуба «ПАЕЕК» и сборной Кипра до 19 лет.

## Клубная карьера
Хаджиконстанти является воспитанником футбольного клуба «Неа Саламина», с которым подписал первый профессиональный контракт в 2017 году. Дебютировал в основе команды в чемпионате Кипра 3 января 2018 года в гостевой встрече с АЕК из Ларнаки. Лефтерис начал игру на скамейке запасных, а на 89-й минуте вышел на поле вместо Теодосиса Сьятаса.

## Карьера в сборной
С 2017 по 2018 год выступал за сборную Кипра до 17 лет. Дебютировал в её составе 23 мая 2017 года в товарищеской игре с Болгарией. Хаджиконстанти начал встречу в стартовом составе и на 35-й минуте открыл счёт. Незадолго до окончания основного времени был заменён на Лефтериса Флуриса. Вместе со сборной участвовал в предварительном и элитном отборочном раундах к чемпионату Европы. Провёл все шесть матчей своей сборной, капитаном которой он являлся. В элитном раунде отбора Кипр сыграл три матча вничью и не попал на итоговый турнир в Англии.
С 2018 года выступает за юношескую сборную до 19 лет. Первый матч в ней сыграл 8 августа с Австрией. Во товарищеской встрече, завершившейся разгромной победой австрийцев 4:0, Хаджиконстанти провёл первый тайм, а в перерыве был заменён. В отборочном турнире к чемпионату Европы в Северной Ирландии сборная Кипра заняла третье место в предварительном раунде отбора и в элитный не пробилась.

## Статистика выступлений

### Клубная статистика
| Выступление      | Выступление      | Выступление      | Лига | Лига | Кубки | Кубки | Конт.кубки | Конт.кубки | Итого | Итого |
| Клуб             | Лига             | Сезон            | Игры | Голы | Игры  | Голы  | Игры       | Голы       | Игры  | Голы  |
| ---------------- | ---------------- | ---------------- | ---- | ---- | ----- | ----- | ---------- | ---------- | ----- | ----- |
| Неа Саламина     | Дивизион А       | 2017/18          | 11   | 0    | 1     | 0     | —          | —          | 12    | 0     |
| Неа Саламина     | Дивизион А       | 2018/19          | 5    | 0    | 1     | 0     | —          | —          | 6     | 0     |
| Неа Саламина     | Дивизион А       | 2019/20          | 0    | 0    | 0     | 0     | —          | —          | 0     | 0     |
| Неа Саламина     | Итого            | Итого            | 16   | 0    | 2     | 0     | 0          | 0          | 18    | 0     |
| Всего за карьеру | Всего за карьеру | Всего за карьеру | 16   | 0    | 2     | 0     | 0          | 0          | 18    | 0     |